# Visaginas
Visaginas (anhörenⓘ; russisch Висагинас; bis 1992 Sniečkus; russisch Снечкус) ist eine Stadt im Nordosten Litauens und gehört zur Gemeinde Visaginas im Bezirk Utena. Sie wurde 1975 im Zusammenhang mit dem Bau des Kernkraftwerkes Ignalina errichtet und zunächst nach Antanas Sniečkus, dem ehemaligen Vorsitzenden der litauischen Kommunistischen Partei, benannt. 1977 erhielt sie Stadtrecht. Nach der Wiedererlangung der staatlichen Unabhängigkeit Litauens wurde die Stadt in Visaginas umbenannt.

## Bevölkerung

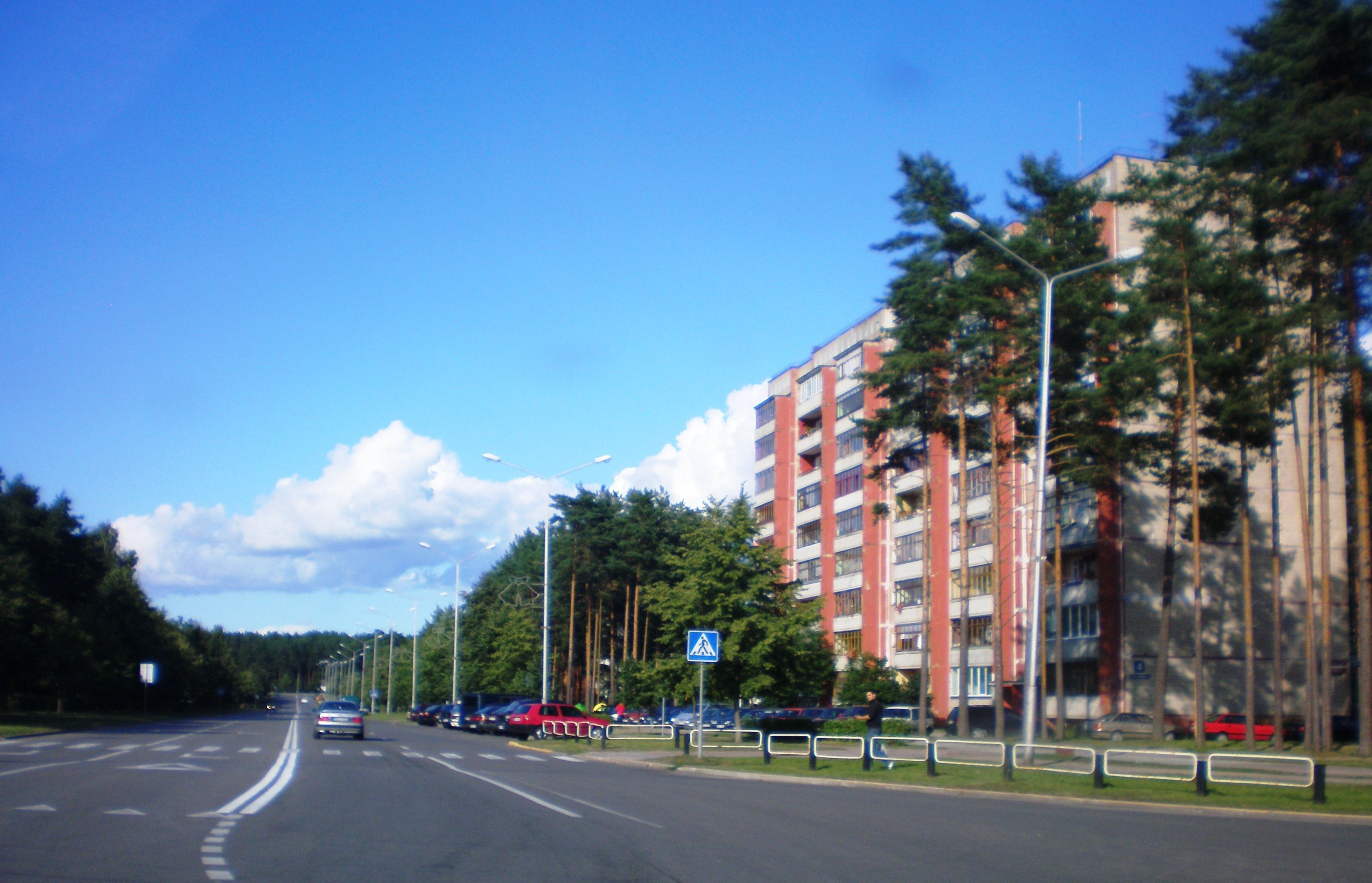
Visaginas

Visaginas ist eines der wichtigsten Zentren der russischsprachigen Minderheiten in Litauen. Ethnische Russen stellten dort im Jahr 2005 etwa 55 Prozent der Bevölkerung (der gesamtlitauische Durchschnitt der russischen Minderheit beträgt 6 Prozent), auch Belarussen (10 % Bevölkerungsanteil in Visaginas), sowie Ukrainer (6 %) sind ebenso überdurchschnittlich stark in der Stadt vertreten. Ethnische Litauer bilden in Visaginas mit etwa 16 % nur eine Minderheit.

## Wirtschaft
Wie auch das Kernkraftwerk, blieb der Bau der Stadt nach den vorliegenden Plänen unvollendet. Seit der Schließung des Kraftwerks – das durch das geplante Kernkraftwerk Visaginas ersetzt werden sollte – im Jahr 2009 ist die Arbeitsplatzsituation in der Region sehr kritisch. Unter 2300 Arbeitslosen der Stadt finden die Unternehmen keine Mitarbeiter. Zum Beispiel  beschäftigt das Textilunternehmen Visatex Näherinnen aus Sri Lanka; allein im Januar 2013 wurden 27 sri-lankische Frauen neu aufgenommen, da für das monatliche Arbeitsentgelt von 1500 Litas die ehemaligen Arbeiter des Kernkraftwerks nicht arbeiten wollen.
Die Stadt gilt als sozialer Problemfall auch in Hinblick auf den Konsum von Drogen.

## Umgebung
15 km nordöstlich ist das Dreiländereck Litauen – Lettland – Belarus. Der Punkt ist sehenswert, aber nur mit guter Ortskenntnis erreichbar.

## Söhne und Töchter der Stadt
- Vadim Gusev (* 1981), Skilangläufer und Biathlet
- Julija Domaševa (* 1986), Chordirektorin am Theater Vorpommern
- Alina Orlova (* 1988), Singer-Songwriterin
- Marija Kaznačenko (* 1993), Biathletin
- Maksim Fomin (* 2000), Biathlet